# 1741
Перша наукова революція •  Глухівський період в історії Гетьманщини •  Російська імперія

## Геополітична ситуація
Османську імперію очолює Махмуд I (до 1754). Під владою османського султана перебувають Близький Схід та Єгипет, Середземноморське узбережжя Північної Африки, частина Закавказзя, значні території в Європі: Греція, Болгарія і Сербія. Васалами османів є Волощина та Молдова.
Священна Римська імперія охоплює, крім німецьких земель, Угорщину з Хорватією, Трансильванію, Богемію, Північну Італію, Австрійські Нідерланди. Імперію очолює Марія-Терезія, але водночас імператором проголосив себе під іменем Карла VII баварський курфюрст Карл Альбрехт. Король Пруссії є Фрідріх II (до 1786).
На передові позиції в Європі вийшла Франція, якою править Людовик XV (до 1774). Франція має колонії в Північній Америці та Індії. Король Іспанії — Філіп V з династії Бурбонів (до 1746). Королівству Іспанія належать південь Італії, Нова Іспанія, Нова Гранада та Віцекоролівство Перу в Америці, Філіппіни. Королем Португалії є Жуан V (до 1750). Португалія має володіння в Бразилії, в Африці, в Індії, в Індійському океані й Індонезії.
Північ Нідерландів займає Республіка Об'єднаних провінцій. Вона має колонії в Північній Америці, Індонезії, на Формозі та на Цейлоні. Великою Британією править Георг II (до 1760). Британія має колонії в Північній Америці, на Карибах та в Індії. Король Данії та Норвегії — Крістіан VI (до 1746), на шведському троні сидить Фредерік I (до 1751). На Апеннінському півострові незалежні Венеціанська республіка та Папська область. у Речі Посполитій королює Август III Фрідріх (до 1763). На троні Російської імперії Івана IV Антоновича змінила Єлизавета Петрівна (до 1761).
Україну розділено по Дніпру між Річчю Посполитою та Російською імперією. Управління Лівобережною Україною здійснює Правління гетьманського уряду. Нова Січ є пристановищем козаків. Існує Кримське ханство, якому підвладна Ногайська орда.
В Ірані при владі династія Афшаридів.
Значними державами Індостану є Імперія Великих Моголів, Імперія Маратха. В Китаї править Династія Цін. В Японії триває період Едо.

## Події

### В Україні
- Степан Гладкий змінив Степана Уманського на посаді кошового отамана Війська Запорозького.

### У світі
- Війна за австрійську спадщину:
  - Пруська армія Фрідріха II здобула перемогу над австрійською у битві при Молльвіці.
  - Марія-Терезія коронована королевою Угорщини.
  - Баварська армія здобула Лінц.
  - Британський король Георг II вступив у війну через загрозу Ганноверу.
  - 25—26 листопада баварські війська захопили Прагу.
  - 7 грудня Карл Альбрехт Баварський проголосив себе імператором Карлом VII.
- Війна за вухо Дженкінса:
  - Британський флот зазнав поразки при облозі Картахени.
  - Британці вторглися на Кубу, але під кінець року змушені були відступити.
- Мартанда Варма завдав поразки силам Голландської Ост-Індійської компанії в Індії.
- Почалася Російсько-шведська війна (1741—1743).
- Імператрицею Росії внаслідок палацового перевороту стала Єлизавета Петрівна.

### Наука та культура
- 4 червня данський мореплавець на російській службі Вітус Йонас Беринг відкрив Аляску. Нині його іменем названо протоку між Азією та Америкою і колишнє Камчатське море.
- 14 вересня німецький композитор Георг Фредерік Гендель закінчив роботу над одним із найкращих своїх творів — ораторією «Месія», яку він написав усього за 23 дні.
- Медаль Коплі втретє отримав Джон Теофіл Дезагульє за демонстрацію дослідів з електрикою.

## Народились
Див. також: Категорія:Народились 1741
- 22 серпня — Жан Франсуа де Гало Лаперуз, французький мореплавець, дослідник Тихого океану
- Ага Мохаммед хан Каджар
- Адам Олександр
- Алі-паша Тепеленський
- Ганандер, Крістфрід
- Гудович Іван Васильович
- Гудон Жан-Антуан
- Жілібер Жан Еммануель
- Золотоницький Володимир Трохимович
- Йозеф II Габсбург — імператор Священної Римської імперії
- Карпе Франц-Самуель
- 30 жовтня — Кауфман Ангеліка — німецька художниця, графік, представник класицизму
- Клерк Чарльз
- Комб Вільям
- Куртене Джон
- Лакло П'єр Амбруаз Франсуа Шодерло де
- ЛафатерЙоганн Каспар
- Легран Нікола
- Лукезі Андреа
- Імператор Момодзоно
- Натан Адлер
- Паїзієлло Джованні
- Паллас, Петер Симон
- Потемкин Олексій Якович
- Фюзелі Генрі
- Нікола Себастьєн Рок Шамфор
- Штефані Йоганн Готліб

## Померли
Див. також: Категорія:Померли 1741
- 28 липня — на 64-му році життя помер італійський композитор Антоніо Вівальді.
- 19 грудня — на 60-му році життя під час Другої камчатської експедиції помер голландський мореплавець Вітус Йонас Беринг.